# Crossobamon
Crossobamon é um género de répteis escamados da família Gekkonidae. Este género contém apenas 2 espécies. A espécie Crossobamon orientalis, ainda pouco conhecida, era colocada anteriormente no géneron Stenodactylus.
São originários do Paquistão, Afeganistão, da Rússia e da Ásia Central. As 2 espécies são relativamente similares, tendo um comprimento aproximado de 16 cm.

## Espécies
- Crossobamon eversmanni
- Crossobamon orientalis